# Пухкоев, Михаил Иванович
Михаил Иванович Пу́хкоев (1778—1835) — российский общественный деятель, градоначальник Петрозаводска, купец.

## Биография
Занимался хлебной торговлей.
В 1802—1804 годах избирался городским старостой Петрозаводска.
В 1820 году — городской голова Петрозаводска.
В 1823—1825 годах — ратман Петрозаводского магистрата.
В 1834 году выбыл в мещанство.

## Семья
Первая жена — Мария Петровна, вторая жена — Пелагея Алексеевна, дочь купца П. А. Симакова. Дочери — Акилина (1801—1831), Татьяна (род. 1806).